# 巴尔卡沃
巴尔卡沃，是西班牙阿拉贡自治区韦斯卡省的一个市镇。总面积88平方公里，总人口105人（2018年），人口密度1人/平方公里。